# Yuba megye
Yuba megye az Amerikai Egyesült Államokban, azon belül Kalifornia államban található. Lakosainak száma 81 575 fő (2020. április 1.). Yuba megye Butte, Plumas, Sierra, Nevada, Placer és Sutter megyékkel határos.

## Népesség
A megye népességének változása:
| Lakosok száma | 72 388 | 72 566 | 72 969 | 73 340 | 74 492 | 78 668 | 81 575 |
|               | 2010   | 2011   | 2012   | 2013   | 2015   | 2019   | 2020   |